# 克羅皮夫尼克 (舊桑博爾區)
49°34′55″N 22°43′35″E / 49.58194°N 22.72639°E
克羅皮夫尼克（烏克蘭語：Кропивник），是烏克蘭西部的村莊，隸屬利維夫州的桑比爾區。該村面積0.91平方公里，海拔高度367米，2001年人口261，人口密度每平方公里286.81人。